# Dicranomyia unicornis
Dicranomyia unicornis är en tvåvingeart som beskrevs av Alexander 1923. Dicranomyia unicornis ingår i släktet Dicranomyia och familjen småharkrankar. Inga underarter finns listade i Catalogue of Life.